# 第9飛行隊 (航空自衛隊)
第9飛行隊（だい9ひこうたい、JASDF 9th Fighter Squadron）は、かつて航空自衛隊中部航空方面隊第7航空団隷下にあった戦闘機部隊。F-86F戦闘飛行隊として1961年（昭和36年）に松島基地で新編され、1962年（昭和37年）に入間基地へ移動し1965年（昭和40年）に閉隊するまでの4年間、首都圏防空任務を担った。

## 概要
第9飛行隊はF-86F飛行隊として、1961年（昭和36年）2月1日に、宮城県松島基地第4航空団隷下として新編された。第9飛行隊は新たに発足する第7航空団隷下飛行隊になるために編成され、要員と機材は第7飛行隊から供給を受け、練成訓練を実施した。同年7月15日に第7航空団が発足すると第9飛行隊はその隷下飛行隊となり、1962年（昭和37年）4月以降順次、入間基地に移動し同年6月15日に第7航空団司令部、第9飛行隊ともに入間基地への移動を完了した。
入間基地に移動した第9飛行隊は、首都圏防空を担う最初のF-86F飛行隊として活動を開始し、1965年（昭和40年）12月20日に閉隊した。

## 沿革
- 1961年（昭和36年）
  - 2月1日 - F-86F飛行隊として松島基地の第4航空団隷下にて部隊編成[1]。
  - 7月15日 - 第7航空団隷下に編入[1]。
- 1962年（昭和37年）6月15日 - 入間基地へ移動[1]。
- 1965年（昭和40年）12月20日 - 第9飛行隊閉隊[1]。

## 歴代運用機
- 戦闘機
  - F-86F（1961年～1965年）
- 連絡機
  - T-33A（1961年～1965年）